# Saudia

Siège social du Saudia à Djeddah.

Saudia (en arabe : الخطوط السعودية أو السعودية إختصارا) est la compagnie aérienne nationale saoudienne, basée à Djeddah. Anciennement nommée Saudi Arabian Airlines, elle exploite des vols nationaux et internationaux réguliers vers plus de 70 destinations au Proche-Orient, en Afrique, Asie, Europe et Amérique du Nord. Elle assure également des vols charter nationaux et internationaux.
Saudia est membre de l'alliance Skyteam depuis le 29 mai 2012. Son implantation principale est l'aéroport international Roi-Abdelaziz de Djeddah.
Concernant le service  à bord, la compagnie respecte les prescriptions islamiques – pas d'alcool, possibilité de prier, récitation de versets du Coran avant le décollage, films censurés –, y compris sur les vols internationaux.

## Histoire

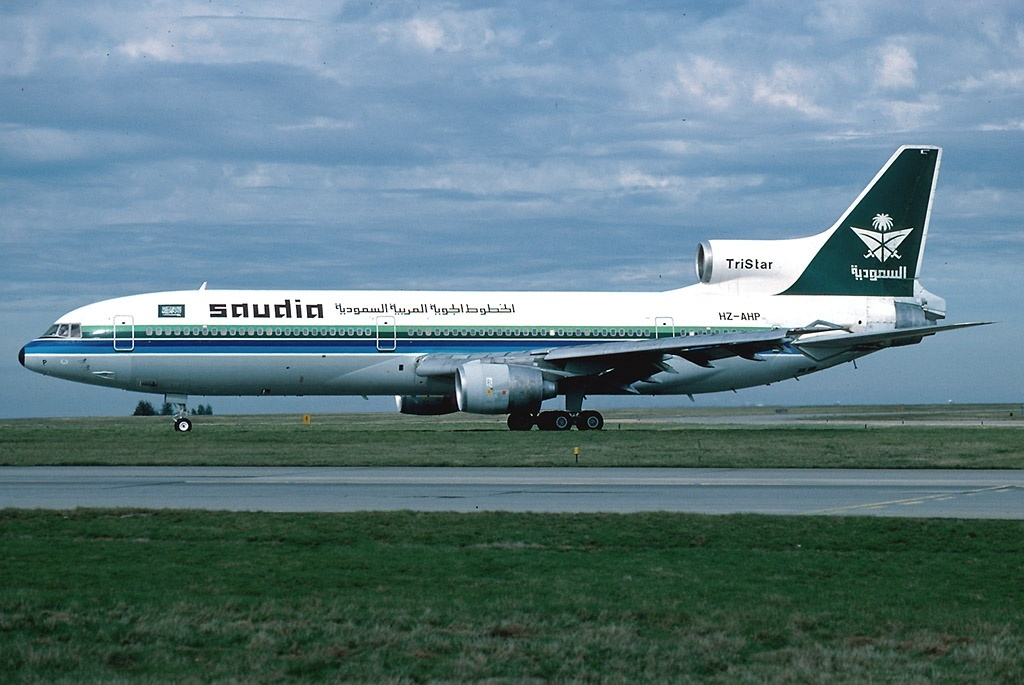
Lockheed L-1011-385-1-15 TriStar 200
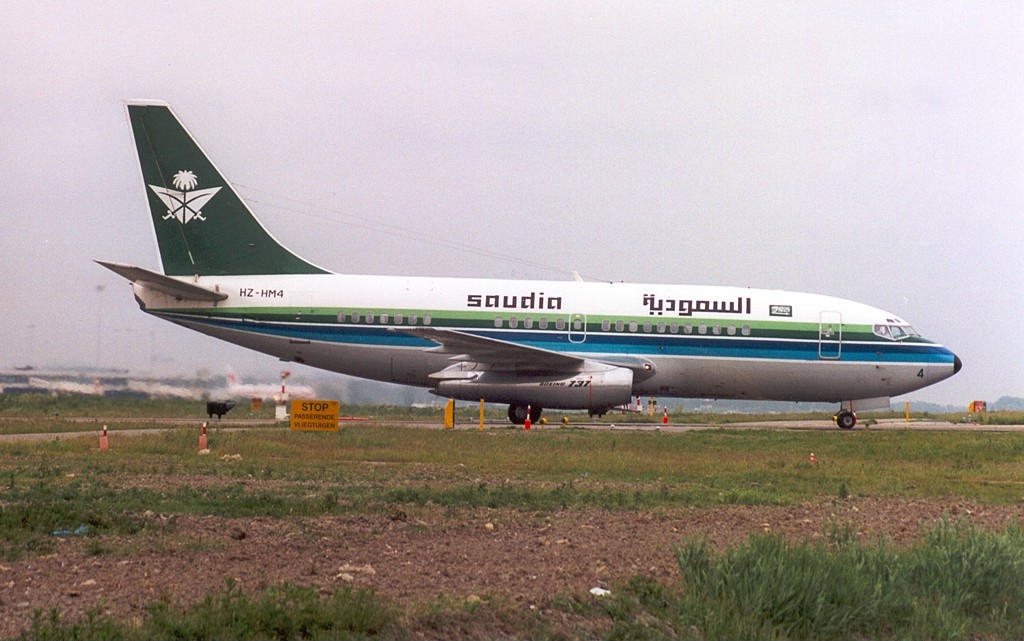
Boeing 737-268-Adv
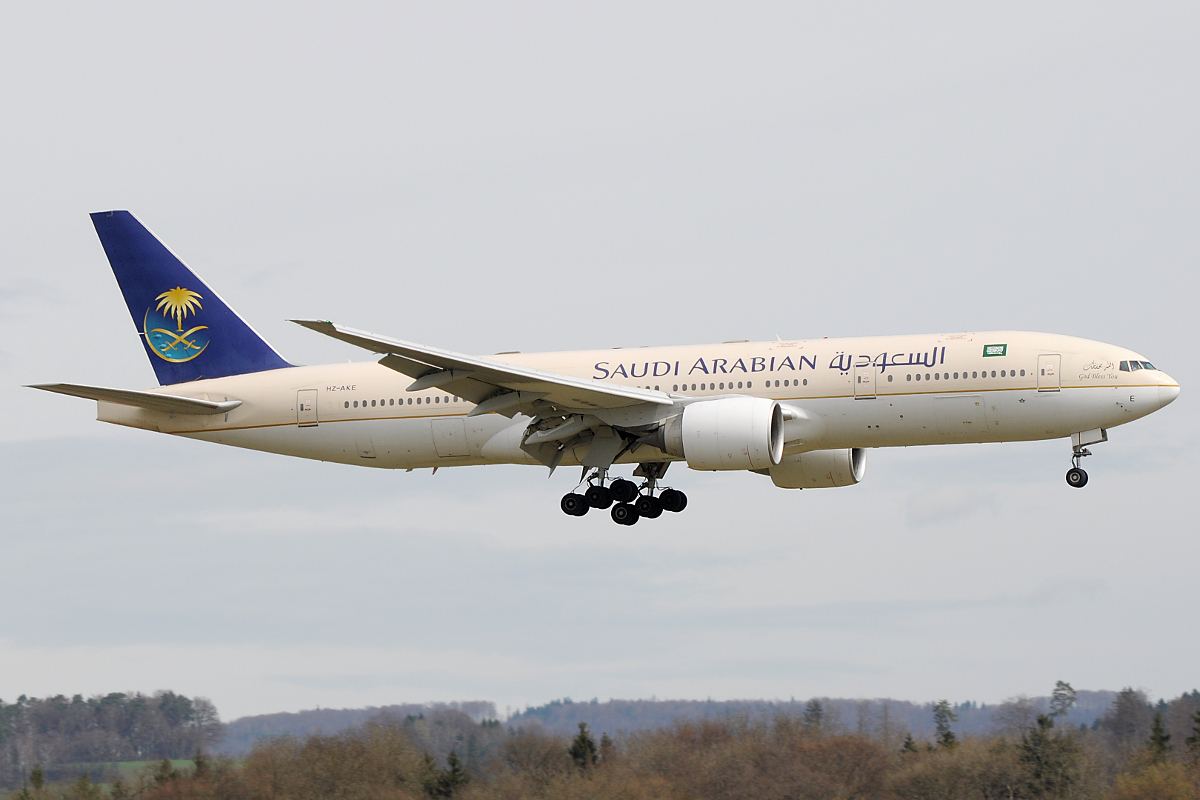
B777-268ER

## Destinations

Pays reliés par Saudia en 2014.

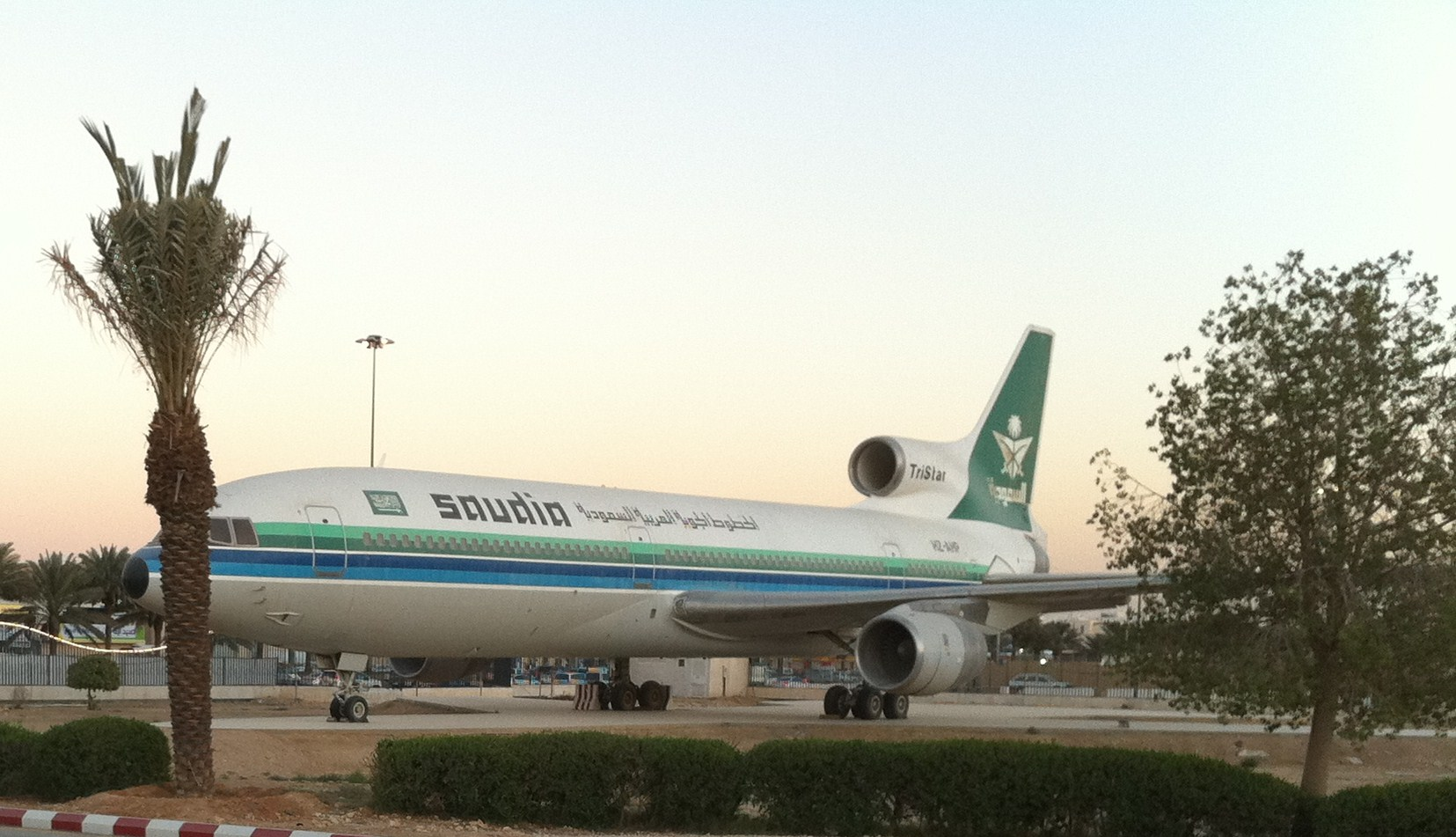
Saudia, TriStar, aviation museum, Riyadh

- Alger-Houari-Boumédiène
- Vienne-Schwechat
- Manama-Bahreïn
- Dacca-Shah Jalal
- Borg El Arab
- Le Caire
- Charm el-Cheikh
- Addis-Abeba Bole
- Paris-Charles de Gaulle
- Francfort
- Munich-F. J. Strauß
- Athènes E.-Venizélos
- Bangalore-Kempegowda
- Madras (Chennai)
- Delhi-Indira Gandhi
- Hyderabad-R. Gandhi
- Cochin
- Kozhikode-Calicut
- Lucknow-Amausi
- Bombay-Chhatrapati-Shivaji
- Djakarta-S.-Hatta
- Makassar-Sultan-Hasanuddin
- Bagdad
- Épinal-Mirecourt
- Milan-Malpensa
- Rome Léonard-de-Vinci/Fiumicino
- Amman-Reine-Alia
- Nairobi-J. Kenyatta
- Koweït
- Beyrouth-Rafic Hariri
- Montréal (P.-E.-Trudeau)
- Malé Velana
- Kuala Lumpur
- Maurice-Sir Seewoosagur Ramgoolam
- Casablanca-Mohammed-V
- Kano-Mallam Aminu
- Mascate
- Salalah
- Islamabad-Benazir Bhutto
- Karachi-Jinnah
- Lahore-Allama Iqbal
- Multan
- Penang
- Manille-N. Aquino
- Abha
- Hofuf Al-Ahsa
- Al Bahah
- Al Ula (en)
- Al Jawf
- Arar
- Bisha
- Buraydah
- Dammam-roi Fahd (Hub)
- Dawadmi (en)
- Gurayat
- Haïl
- Djeddah - Roi-Abdelaziz (Hub)
- Jizan
- King Khalid Military City
- Médine-Prince M. Bin Abdulaziz (Hub)
- Najran
- Qaisumah
- Rafha
- Neom
- Riyad-roi Khaled (Hub)
- Sharurah
- Tum
- Taëf
- Turaïf
- Wadi Ad Dawasir
- Al Wajh
- Yanbu
- Singapour-Changi
- Khartoum
- Johannesbourg OR Tambo
- Madrid-Barajas
- Colombo-Bandaranaike
- Port-Soudan
- Genève-Cointrin
- Tunis-Carthage
- Ankara Esenboğa
- Istanbul
- Abou Dabi
- Dubaï
- Londres-Heathrow
- Manchester
- Los Angeles
- New York-John F. Kennedy
- Washington-Dulles

En Saison:
- Ahmedabad-Sardar-Vallabhbhai-Patel
- Surabaya-Juanda
- Ahvaz
- Mechhed-Shahid H. Nejad
- Tabriz
- Rabat-Salé
- Tanger
- Izmir-A. Menderes

Hajj:
- Calcutta-N. S. C. Bose
- Batam-Hang Nadim
- Medan-Kualanamu
- Padang-Tabing
- Sārī-Dasht é Naz

Cargo:
- Dacca-Shah Jalal
- Bruxelles-National
- N'Djaména
- Hong Kong
- Addis-Abeba Bole
- Francfort
- Bombay-Chhatrapati-Shivaji
- Milan-Malpensa
- Maastricht-Aix-la-Chapelle
- Lagos-Murtala Muhammed
- Khartoum
- Johannesbourg OR Tambo
- Saragosse
- Charjah

## Flotte

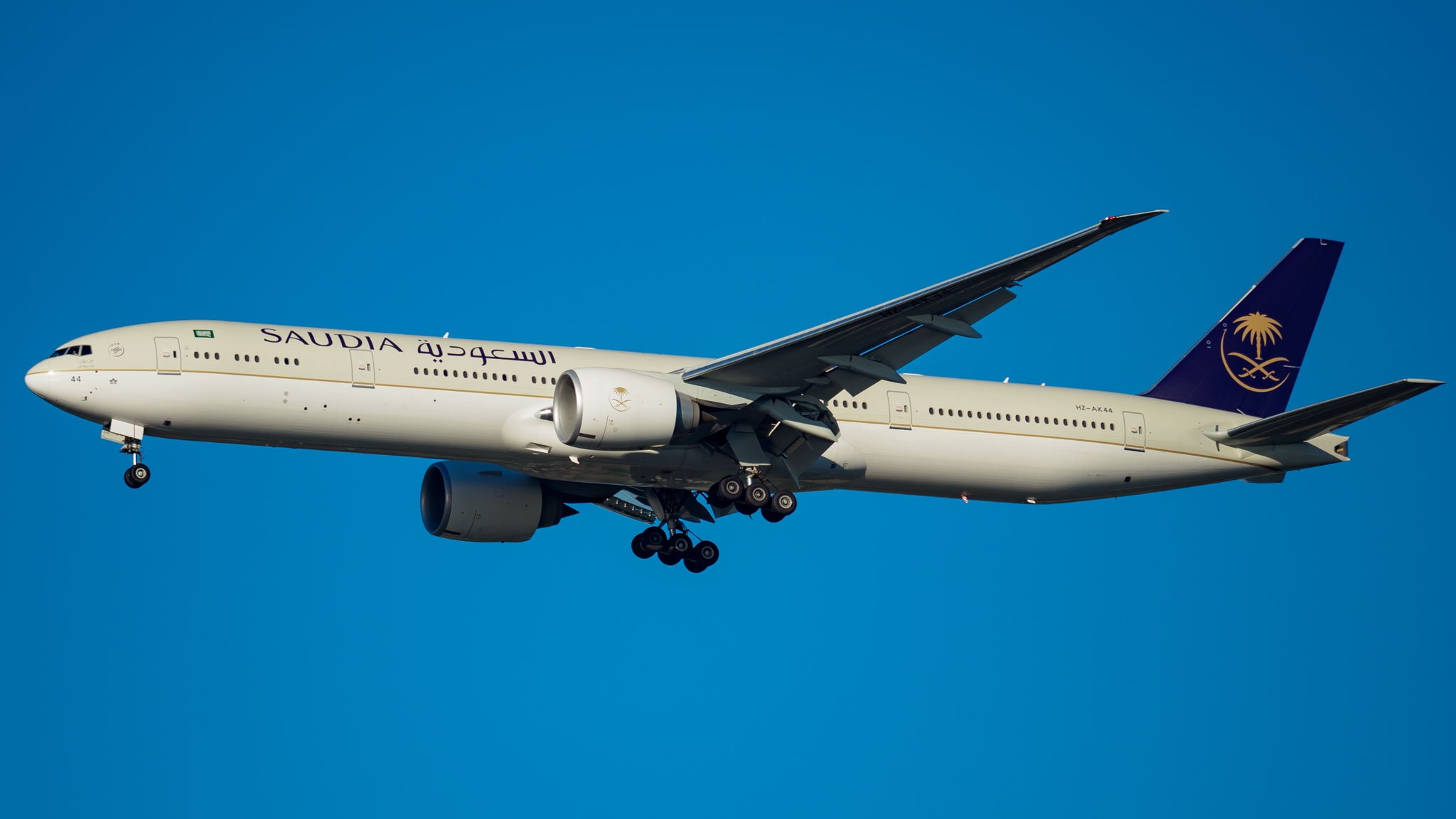
Un Boeing 777 de Saudia.

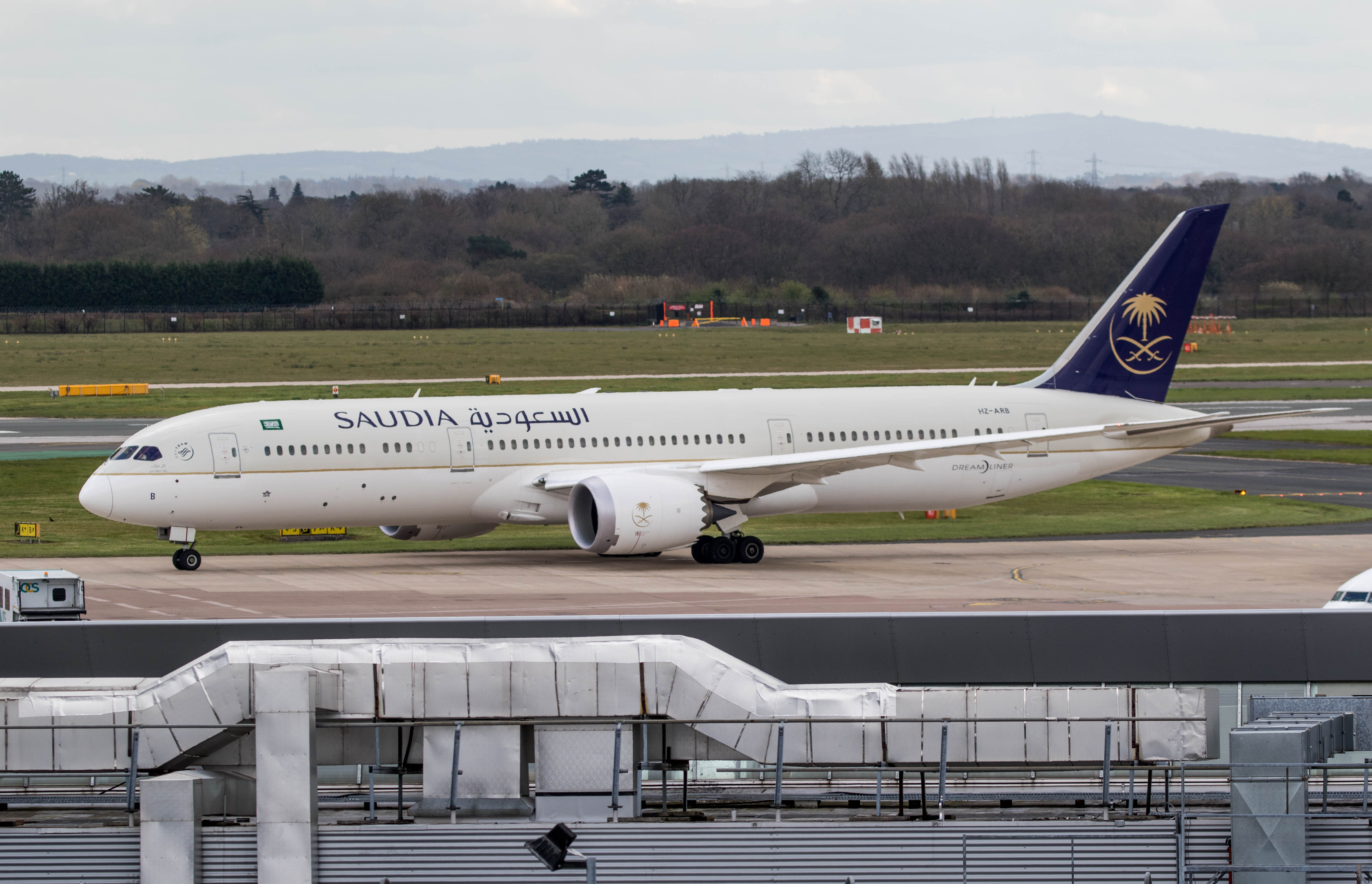
Un Boeing 787-9 Dreamliner.

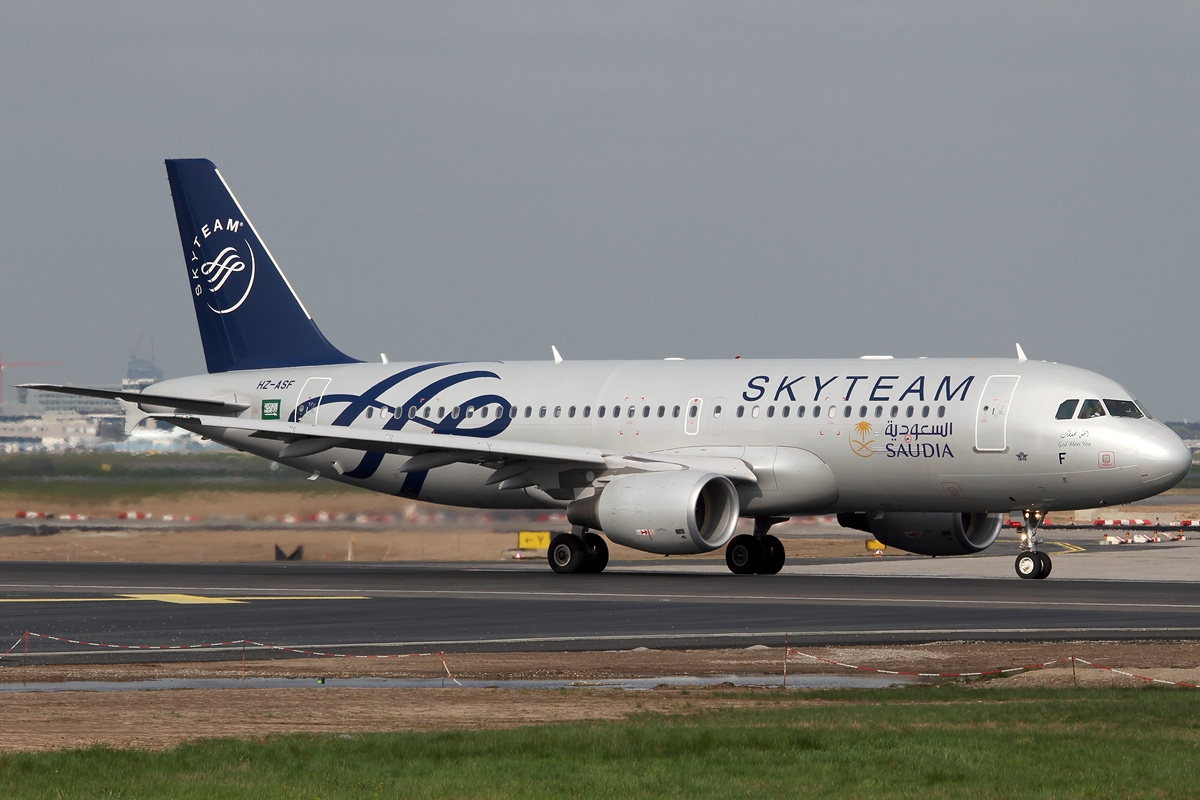
Airbus A320-214 aux couleurs de SkyTeam.

En décembre 2024, Saudia exploite les appareils suivants,:

### Commandes
Lors du salon aéronautique de Dubaï 2007, la compagnie a acheté 22 Airbus A320.
En février 2014, la compagnie a annoncé qu'elle avait besoin d'environ 50 avions supplémentaires, comprenant à la fois des gros porteurs et des monocouloirs. Les appareils étudiés par Saudia sont l'Airbus A320NEO et le 737 MAX de Boeing pour les monocouloirs et les Boeing 777X et Airbus A380 en ce qui concerne les gros porteurs.
Lors du Salon du Bourget 2015, Saudia devient le premier acheteur du gros porteur A330-300 Régional (20 exemplaires commandés), elle commande également 30 monocouloirs A320CEO.